# Kállai Ernő (művészeti író)
Kállai Ernő, 1900-ig Kannengiesser (Szakálháza, 1890. november 9. – Budapest, Józsefváros, 1954. november 28.) művészettörténész, művészeti író, kritikus. A 20. századi modern képzőművészeti irányzatok kiváló ismerője és elemzője.

## Életpályája
Kállai (Kannengiesser) Péter jegyző és Kuzmanovits Olga fia. 1908-ban fejezte be középiskolai tanulmányait, ezután művészettörténetet tanult Budapesten, 1913-tól Németországban, Angliában és Amerikában. Az avantgárd művészeti irányzatok elemzésével foglalkozó írásait először Kassák Lajos lapja, a Ma közölte. Mind Kassákkal, mind Moholy-Nagy Lászlóval jó barátságban volt, mindhárman szorosan követték a modern művészeti irányzatokat, a Ma folyóirat szellemi és képi arculatát ők határozták meg, a folyóirat művészelméleti teoretikusa Kállai volt.
Kállai Ernő az 1920-as években dolgozott Londonban a British Múzeumban és a National Gallery-ben is. 1929-től Berlinben a Deutsche Kunst und Dekoration című folyóiratot szerkesztette. Magyarországra 1935-ben tért haza. Itthon művészeti írója volt Az Ország Útja (1937–1942) című folyóiratnak. Képzőművészeti kritikusként dolgozott az 1939–1944 közt Katona Jenő szerkesztésében megjelenő Jelenkornál. 1940–1944 közt a Pester Lloyd című Budapesten megjelenő német nyelvű hetilap művészeti rovatvezetője volt. 1946–48-ban az Iparművészeti Főiskolán tanított.
Felesége Bernhard Gerda Adél Auguszta (1892–1961) volt, akit 1918. augusztus 25-én Budapesten, a Ferencvárosban vett nőül.

## Emlékezete
Emlékezetére 1989-ben a magyar művészeti írók megalakították Budapesten a Kállai Ernő Kört. 2004-ben egykori lakhelyének falán emléktáblát avattak.

## Művei
- Moholy-Nagy; szerk. Kassák Lajos; Ma, Wien, 1921 (Horizont)
- Új magyar piktúra. 1900-1925 1925
- Neue Malerei in Ungarn. Lipcse, 1925
- Ludwig Kozma. Lipcse, 1925
- Czóbel Béla. 1934
- Mednyánszky László. 1943
- Cezanne és a XX. század konstruktív művészete. 1945
- A természet rejtett arca. 1947
- Picasso. 1948
- A tárgy formális esztétikája; Kállai Ernő előadásai nyomán jegyezte Trugly Ágnes, Somogyi K. Imre; Stachora soksz., Budapest, 1948
- Művészet veszélyes csillagzat alatt. Válogatott cikkek, tanulmányok; vál., jegyz., bibliográfia, bev. Forgács Éva; Corvina, Budapest, 1981 (Művészet és elmélet)
- Vision und Formgesetz. Aufsätze über Kunst und Künstler von 1921 bis 1933; németre ford. Edit Müller; Kiepenheuer, Leipzig–Weimar, 1986 (Gustav Kiepenheuer Bücherei)
- Új magyar piktúra, 1900–1925; utószó Bajkay Éva; Gondolat, Budapest, 1990
- Összegyűjtött írások / Gesammelte Werke; MTA Művészettörténeti Kutató Intézet, Budapest, 1999–
  - 1. Magyar nyelvű cikkek, tanulmányok, 1912–1925; szerk., jegyz., névmutató Tímár Árpád; 1999
  - 2. Schriften in deutscher Sprache, 1920–1925; szerk., jegyz., utószó Markója Csilla, közrem. Monika Wucher; 1999
  - 3. Magyar nyelvű cikkek, tanulmányok, 1926–1937; szerk., jegyz., névmutató Tímár Árpád; 2002
  - 4. Schriften in deutscher Sprache, 1926–1930; szerk., utószó Monika Wucher; 2003
  - 5. Schriften in deutscher Sprache, 1931–1937; szerk. Monika Wucher, Csilla Markója, Árpád Tímár; 2006
  - 6. Magyar nyelvű cikkek, tanulmányok, 1938–1944; szerk., jegyz., névmutató Tímár Árpád; 2004
  - 8. Mednyánszky László, 1943 / Cézanne és a XX. század konstruktív művészete, 1944 / Picasso, 1948; szöveggond., jegyz., névmutató Tímár Árpád; 2003
  - 10. Magyar nyelvű cikkek, tanulmányok, 1945–1949; szerk., jegyz., névmutató Tímár Árpád; 2012
- A természet rejtett arca; sajtó alá rend., utószó Szíj Rezső; 2. bőv. kiad.; Szenci Molnár Társaság, Bp., 2001

## Társasági tagság
- Európai Iskola

## Szakirodalom
- Kassák Lajos: Emlékezés Kállai Ernőre. = Valóság, 1965